# Psophodes nigrogularis
La zordala crestada occidental (Psophodes nigrogularis) es una especiede ave paseriforme que se encuentra en varias poblaciones dispersas en el sur de Australia. Es predominantemente de color verde oliva.
Es un pájaro delgado con unos 21 - 25 cm de longitud, de color verde oliva con un cuello negro y un estrecho parche en la mejilla con bordes de color negro en su cara. Cuenta con una pequeña cresta de color verde oliva y una larga cola blanca, sus partes inferiores son de color oliva pálido. El pico es negro con patas negruzcas. Los jóvenes son de un color olivo opaco o color marrón y carecen de las rayas blancas en las mejillas y la garganta es oscura.
La reproducción tiene lugar en primavera, en un nido de ramas y palos forrado con un material más blando, tales como hierbas, ubicado en arbustos o árboles de menos de 1-2 m de altura. Tiene una nidada de dos huevos, de color azul pálido con manchas negruzcas y puntos, que miden 26 x 19 mm.
Cuatro subespecies son reconocidas, aunque una ha sido considerada por algunos que tiene un estatuto específico como (P. leucogaster . Todos están en peligro en algún grado.
- P. n. lashmari: (Raro) La subespecie Isla Canguro es endémica de la Isla Canguro , encontrándose en el mallee.[4]
- P. n. leucogaster: (Vulnerable) La subespecie del mallee del Este se encuentra en poblaciones dispersas en el país en el Noroeste de Victoria and southern South Australia.[5]
- P. n. nigrogularis: (En peligro) La subespecie está restringida a un pequeño parche al este de Albany , después de haber desaparecido de gran parte de su área de distribución debido al acupamiento de la tierra.[6]
- P. n. oberon: (Rara) La subespecie mallee occidentales se encuentra en poblaciones dispersas entre las gamas de Stirling y Ravensthorpe. Al parecer es común en el Parque nacional Río Fitzgerald.[7]